# Nine Types of Light
Nine Types of Light — четвёртый студийный альбом американского музыкального коллектива TV on the Radio, выпущенный 12 апреля 2011 года, последняя работа, записанная с бас-гитаристом Джерардом Смитом, который скончался от рака лёгких 20 апреля 2011 года. Альбом достиг 12-го места в хит-параде Billboard 200.

## Об альбоме
23 февраля группа представила песню «Will Do» из будущего альбома. Журнал Rolling Stone поставил первому синглу четыре звезды и назвал «одной из красивейших песен, когда-либо написанных группой». Ещё одна песня — «Caffeinated Consciousness» стала доступна для свободного скачивания 10 марта 2011 года. Портал Звуки.Ру отреагировал на неё сдержанно: «…группа немного заигрывается в INXS, и не сказать, что у неё это получается удачно».
24 марта состоялась премьера видеоклипа на песню «Will Do».

## Список композиций
1. «Second Song» — 4:22
2. «Keep Your Heart» — 5:43
3. «You» — 4:05
4. «No Future Shock» — 4:03
5. «Killer Crane» — 6:15
6. «Will Do» — 3:46
7. «New Cannonball Blues» — 4:34
8. «Repetition» — 3:46
9. «Forgotten» — 3:40
10. «Caffeinated Consciousness» — 3:21

## Чарты
| Страна             | Место |
| ------------------ | ----- |
| Австралия          | 25    |
| Бельгия (Валлония) | 68    |
| Бельгия (Фландрия) | 51    |
| Великобритания     | 33    |
| Германия           | 68    |
| Ирландия           | 33    |
| Испания            | 46    |
| Нидерланды         | 82    |
| Новая Зеландия     | 39    |
| США                | 12    |
| Франция            | 76    |
| Швейцария          | 65    |